# San José de Buenavista (Filipinas)
San José de Buenavista, comúnmente conocido únicamente por San José, es un municipio de primera clase y capital de la provincia de Antique, en la región de Bisayas Occidentales en la isla de Panay, en Filipinas. De acuerdo con el censo de 2015, su población es de 62.534 habitantes.

## Historia
Los españoles llegaron a Antique en 1581. Con ellos llegaron frailes agustinos que cristianizaron a los habitantes. No había ningún lugar llamado San José de Buenavista en ese momento. Su nombre original era Tobigun siendo aún una parte del municipio de Hamtic. En 1733, se renombró San José y en 1790 adquirió su municipalidad a través de concesiones de tierras emitidas por el gobernador general Félix Berenguer de Marquina. Luego, se convirtió en una parroquia con su primer cura párroco, el padre Manuel Ibáñez.
Hace unos doscientos años, el sitio ahora ocupado por San José de Buenavista era una jungla densa y un lugar de desembarco favorito de los piratas para asaltar la zona. En 1802, por petición popular, San José de Buenavista se convirtió en la capital de la provincia de Antique y Agustín Sumandi fue nombrado como su primer gobernadorcillo, una especie de gobernador local durante la época colonial española.
En 1872, San José se convirtió en una ciudad. Tras la salida en 1898 de los españoles de Filipinas, en 1902, se convirtió en la capital de la provincia de Antique. Los funcionarios del gobierno y los dignatarios de la iglesia llegaron en bote para asistir a las ceremonias. Impresionados por la maravillosa vista del municipio, agregaron al nombre de San José, la palabra de Buenavista, el nombre actual del municipio.

## Geografía
San José de Buenavista se localiza en las coordenadas geográficas de 10°45'N - 121°57'E. Está a 97 kilómetros de la ciudad de Iloílo, a 182 kilómetros del Aeropuerto Internacional de Kalibo y a 213 kilómetros de la ciudad de Roxas. De acuerdo con la Autoridad de Estadísticas de Filipinas, el municipio tiene una superficie de 48,56 kilómetros cuadrados que constituyen el 1,78% del área total de 2.729,17 kilómetros cuadrados la provincia de Antique. 

### Barangayes
San José de Buenavista está políticamente subdividida en 28 barangayes (distritos o barrios):
| Barangay   | Población (2015) | Barangay      | Población (2015) |
| ---------- | ---------------- | ------------- | ---------------- |
| Atabay     | 2266             | Funda-Dalipe  | 5879             |
| Badiang    | 2995             | Igbonglo      | 1401             |
| Barangay 1 | 2808             | Inabasan      | 1382             |
| Barangay 2 | 1804             | Madrangca     | 2630             |
| Barangay 3 | 3384             | Magcalon      | 1132             |
| Barangay 4 | 2943             | Malaiba       | 1712             |
| Barangay 5 | 969              | Maybato Norte | 4219             |
| Barangay 6 | 489              | Maybato Sur   | 2185             |
| Barangay 7 | 395              | Mojon         | 1517             |
| Barangay 8 | 4689             | Pantao        | 756              |
| Bariri     | 1209             | San Ángel     | 2468             |
| Bugarot    | 946              | San Fernando  | 2708             |
| Cansadan   | 1978             | San Pedro     | 5735             |
| Durog      | 496              | Supa          | 1439             |

### Evolución demográfica
| Gráfica de evolución demográfica de San José de Buenavista entre 1903 y 2015 |
|                                                                              |

### Idioma
El harayo es el idioma del municipio. Harayo proviene de la palabra iraya que se refiere a un grupo de personas que residen en las zonas montañosas de la provincia.

### Religión
San José es la sede de la Diócesis de San José de Antique.

## Turismo
La celebración del Festival histórico de Binirayan se realiza la última semana de diciembre. Es una representación teatral, que conmemora el desembarco de los malayos en Malandog, Hamtic y Antique a mediados del siglo XIII para fundar el primer asentamiento malayo o barangay en este país. Su primer certamen fue en 1974 y desde entonces atrae la atención de filipinos y extranjeros por igual.
Entre sus edificios destacables los encontramos de la época colonial y más recientes: el antiguo Capitolio; el nuevo Capitolio o la vieja iglesia de San Pedro.
El parque de la libertad Evelio Javier está ubicado frente al Capitolio provincial de Antique. En el parque hay un monumento a Evelio Javier con una placa que dice "Un merecido homenaje a un hombre que ha hecho tanto, no solo por la gente de Antique, sino por toda la nación filipina, en busca de la justicia, la libertad, la dignidad, la democracia y la paz". Se rinde homenaje al difunto gobernador Evelio Javier donde recibió un disparo por un asesino desconocido el 11 de febrero de 1986. Los hechos sobre su muerte aún están sin resolver.
San José celebra su fiesta religiosa el 1 de mayo para honrar a su santo patrón, San José Obrero .